# Felsenbussard
Der Felsenbussard, auch Schakalbussard,  (Buteo rufofuscus) ist eine Vogelart aus der Gattung der Bussarde und in Südafrika, im Süden und Südwesten Namibias, sowie im äußersten Südwesten der Kalahari in Botswana (Kgalagadi Transfrontier National Park) anzutreffen, wobei er in den weiter nördlich gelegenen, weniger gebirgigen Regionen seines Verbreitungsgebietes seltener vorkommt.
Der Name des Felsenbussards rührt von seinem Ruf her, der an den des Schabrackenschakals erinnert.

## Beschreibung
Mit einem Gewicht von etwas über 1000 g bei männlichen bis knapp 1700 g bei weiblichen Individuen und einer Flügellänge bis zu 430 mm bei männlichen und von über 460 mm bei weiblichen Vögeln ist der Felsenbussard ein mittelgroßer Greifvogel.
Erwachsene Vögel: Oberseite, Kopf und Hals schiefergrau – aus der Entfernung schwärzlich. Die Brust ist dunkel-rotbraun bis kastanienbraun (sehr selten auch schwarz oder weiß) und nach oben hin durch ein unregelmäßiges weißes Band begrenzt. Der Bauch ist schwarz-weiß gesperbert oder gestromt und der Bürzel ist einfarbig rotbraun bis kastanienbraun. Im Flug sieht man die Flügel von unten her dunkel-schiefergrau bis schwarz mit einem breiten, weißen Band. Die Steuerfedern sind blass-rotbraun. Die Pupille ist schwarz, die Iris schwarzbraun.
Jugendkleid: Oberseits braun mit gelb-braunen Markierungen, unterseits blass-rotbraun. Unterseite der Flügel blass-rotbraun mit weißen Streifen, der Bürzel ist blass-rotbraun und die Steuerfedern hellgrau mit dunkleren Markierungen. Bei den Augen der Jungvögel sind Pupille und Iris schwarz.
Die Beine sind sowohl bei Jungvögeln als auch beim adulten Felsenbussard blassgelb.

## Habitat und Lebensweise
Der Felsenbussard bevorzugt gebirgige Gegenden, wo er relativ häufig vorkommt. Selten ist er im Flachland anzutreffen. Er kommt in den Drakensbergen bis in höchstgelegene Regionen vor, auch in den ariden Gebirgslandschaften im Südwesten Namibias (ǀAi-ǀAis/Richtersveld-Transfrontier-Park). Er tritt einzeln oder paarweise auf.
Der Felsenbussard wird meist im Flug beobachtet, wenn er über Täler und entlang von Berghängen segelt. Dabei wird er häufig mit dem Gaukler (Terathopius ecaudatus) verwechselt, obwohl dieser wesentlich größer ist und einen kürzeren Schwanz hat. Dagegen ist er schwer zu entdecken, wenn er in entsprechender Entfernung auf hohen Felsen thront. Gelegentlich sieht man ihn aber auf Telegrafenmasten entlang der Straßen oder kann ihn im Sturzflug beobachten, wenn er mit hoher Geschwindigkeit akrobatisch sogar unter Brücken hindurch jagt.
Der Felsenbussard ernährt sich von kleinen Säugetieren bis zur Größe von Klippschliefern und Vögeln bis zur Größe von Frankolinen, außerdem von Reptilien – einschließlich giftiger Schlangen wie Puffottern und von Insekten, sowie von Fallwild auf Straßen und von Aas.

## Fortpflanzung
Die Brutzeit ist zwischen Mai und Oktober; die Hauptbrutzeit liegt im August und September. Das Nest besteht aus sperrigen Haufen von kleinen Ästen und hat einen Durchmesser von 60 bis 70 cm und ist bis zu 35 cm tief. Innen ist das Nest mit Blättern ausgepolstert und hat einen Durchmesser von etwa 20 cm. In der Regel wird das Nest in Felsnischen, aber auch in Bäumen gebaut, bevorzugt in Kiefern. Es werden ein bis drei (in der Regel zwei) kalkigweiße rotbraun gefleckte Eier gelegt. Die Brutdauer beträgt etwa 40 Tage; das Gelege wird von beiden Partnern bebrütet. Die Nestzeit beträgt 50–53 Tage. Die größeren Küken töten bisweilen die kleineren Geschwister.

## Innere Systematik
Die Taxonomie dieser Art ist umstritten, da einige Wissenschaftler den Felsenbussard, den Archerbussard (Buteo archeri) und den Felsenbussard (= Augurbussard, Buteo augur) als Unterarten ein und derselben Art ansehen, obwohl sie verschiedene Habitate bewohnen und auch bezüglich ihrer Stimmen und des Gefieders erhebliche Unterschiede aufweisen.

## Belege

### Einzelbelege
1. ↑  H. Barthel, Ch. Barthel, E. Bezzel, P. Eckhoff, R. van den Elzen, Ch. Hinkelmann & F. D. Steinheimer: Deutsche Namen der Vögel der Erde Vogelwarte Bd. 58, S. 1–214, 2020
2. 1 2  A. Roberts, P. A. R. Hockey, W. R. J. Dean, P. Ryan: Roberts Birds of Southern Africa. The John Voelcker Bird Book Fund, 2005, ISBN 0-620-34053-3.
3. ↑  R. K. Brooke In: Bull. Brit. Orn. Club. 95, 1975, S. 152–154.
4. ↑  C. Norgarb, J. Lasbrey In: Ostrich. the journal of the South African Ornithological Society. 24, 1953, S. 33–36.